# Sinking Island
Sinking Island este un joc video third-person adventure point-and-click lansat în Franța pe data de 4 octombrie 2007. A fost produs de White Birds Productions, o companie fondată si condusă de Benoît Sokal, creatorul cunoscutelor jocuri adventure Amerzone și Syberia.

## Povestea
Povestea se bazează pe investigația crimei unui milionar numit Walter Jones. Personajul principal al jocului este Jack Norm, un ofițer de poliție a cărui datorie este aflarea misterului ce stă in spatele acestei crime. Toată acțiunea are loc pe o insulă fictivă deținută de Walter Jones, milionarul decedat care trăia într-un turn stil Art Deco.